# Albizia procera
Albizia procera là một loài thực vật có hoa trong họ Đậu. Loài này được (Roxb.) Benth. miêu tả khoa học đầu tiên.

## Hình ảnh

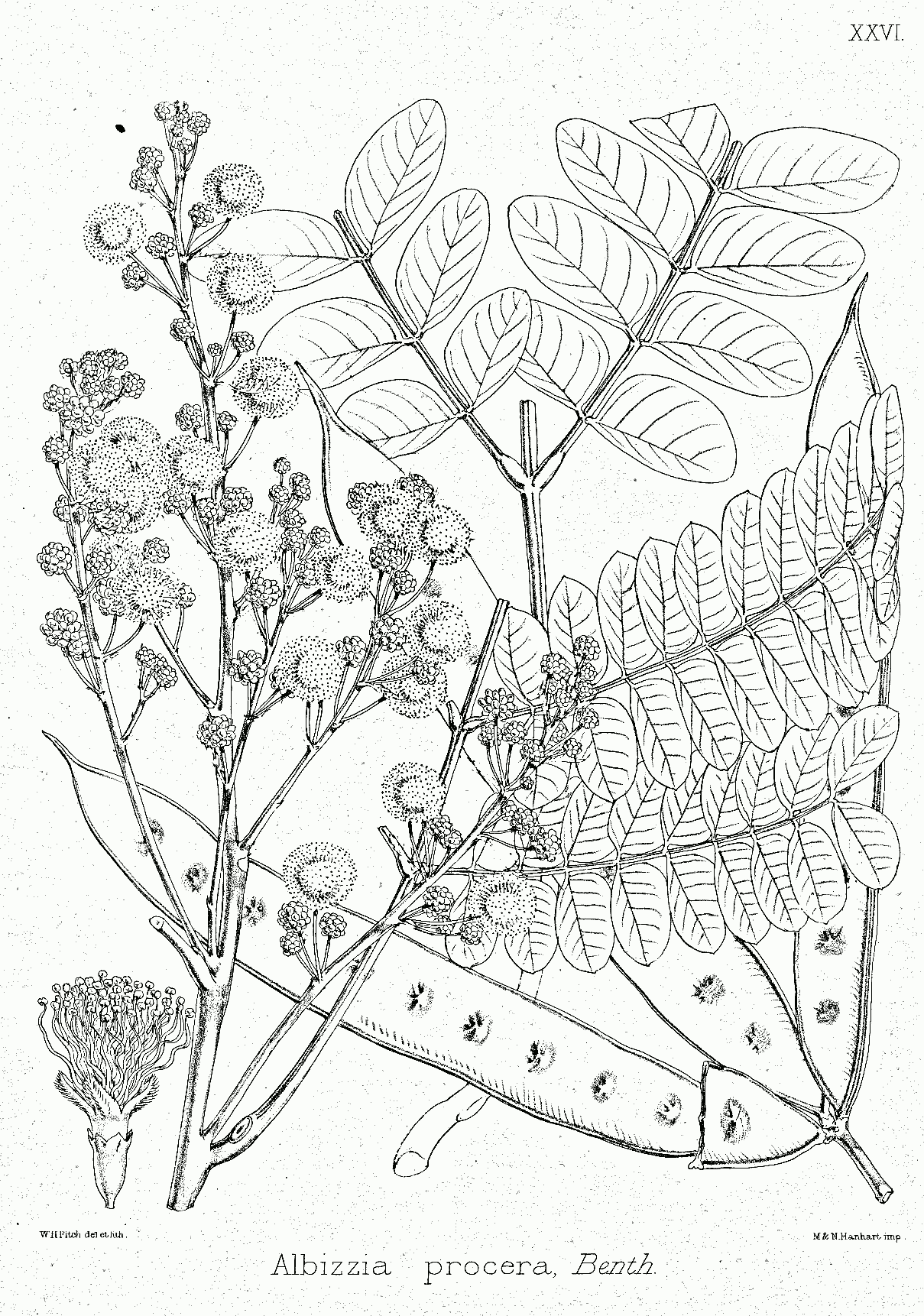
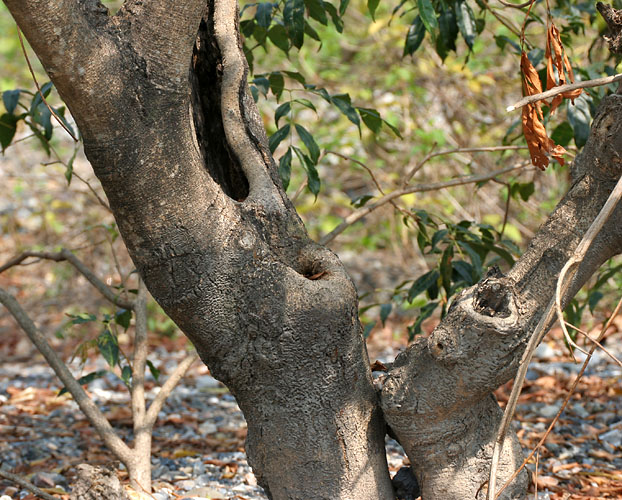
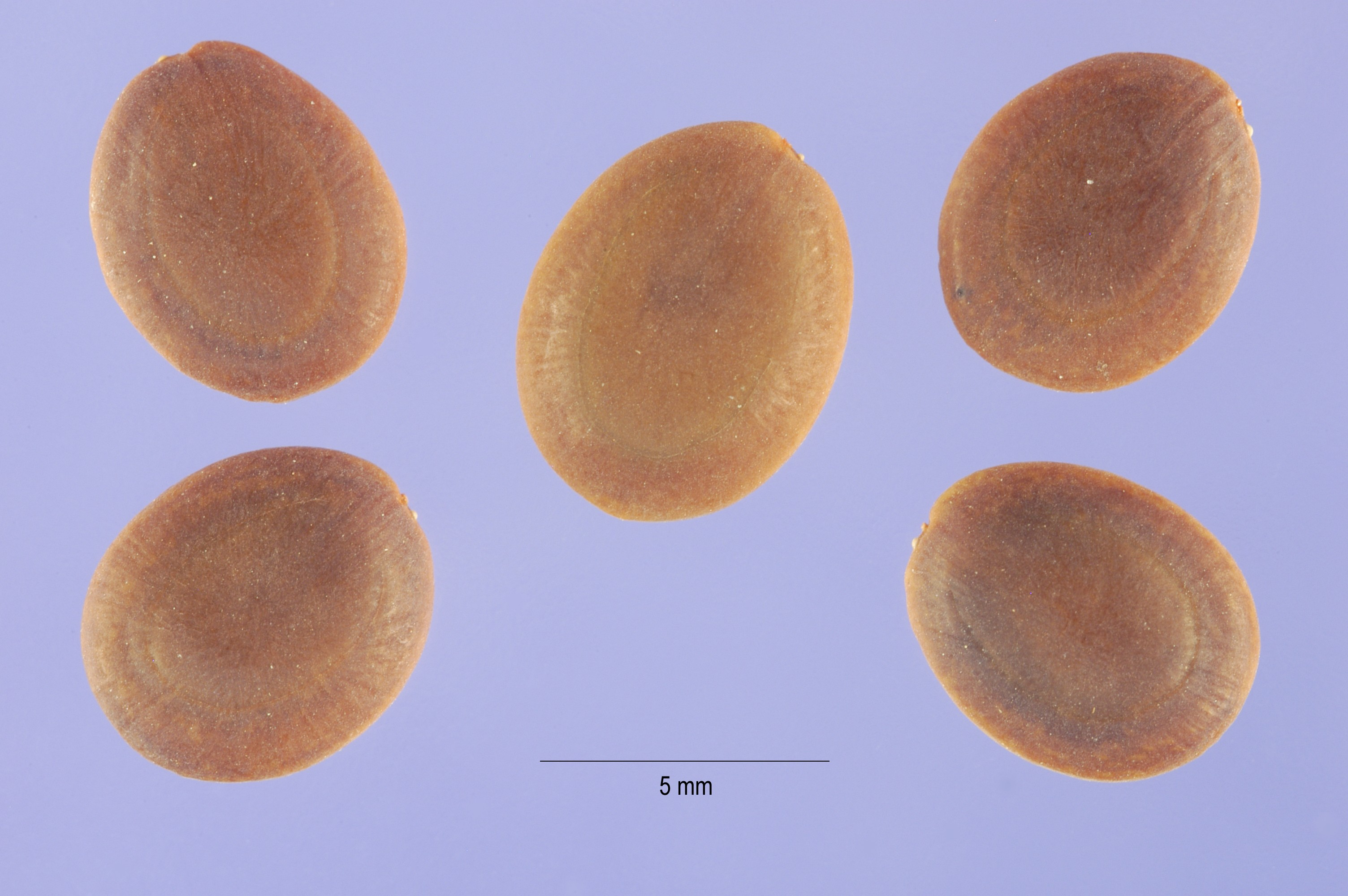
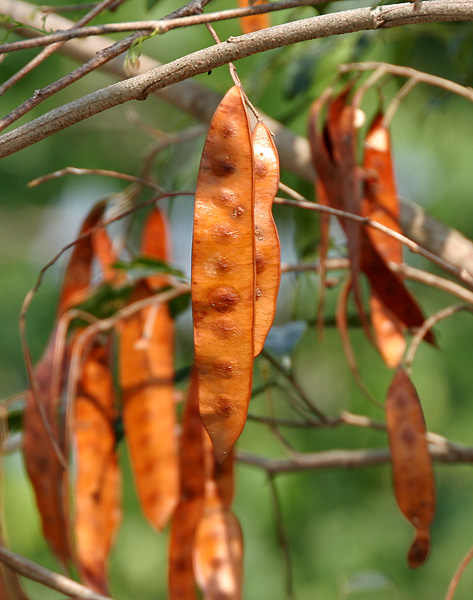